# بش بلاغ
بش بلاغ هي بلدة في مقاطعة دهقان آباد في ولاية قشقداريا في أوزبكستان.